# Fu Manchu
Pour les articles homonymes, voir Fu Manchu (homonymie).
Le docteur Fu Manchu (chinois traditionnel : 傅满洲 ; pinyin : Fù Mǎnzhōu) est un personnage de fiction inventé en 1912 par Sax Rohmer dans une série de romans. Ce génie du mal d'origine asiatique a beaucoup contribué à la diffusion de ce stéréotype littéraire, lié à la crainte en Occident du « péril jaune ». On retrouve le personnage de Fu Manchu dans de nombreux films (incarné notamment par Boris Karloff ou Christopher Lee) et bandes dessinées.

## Romans

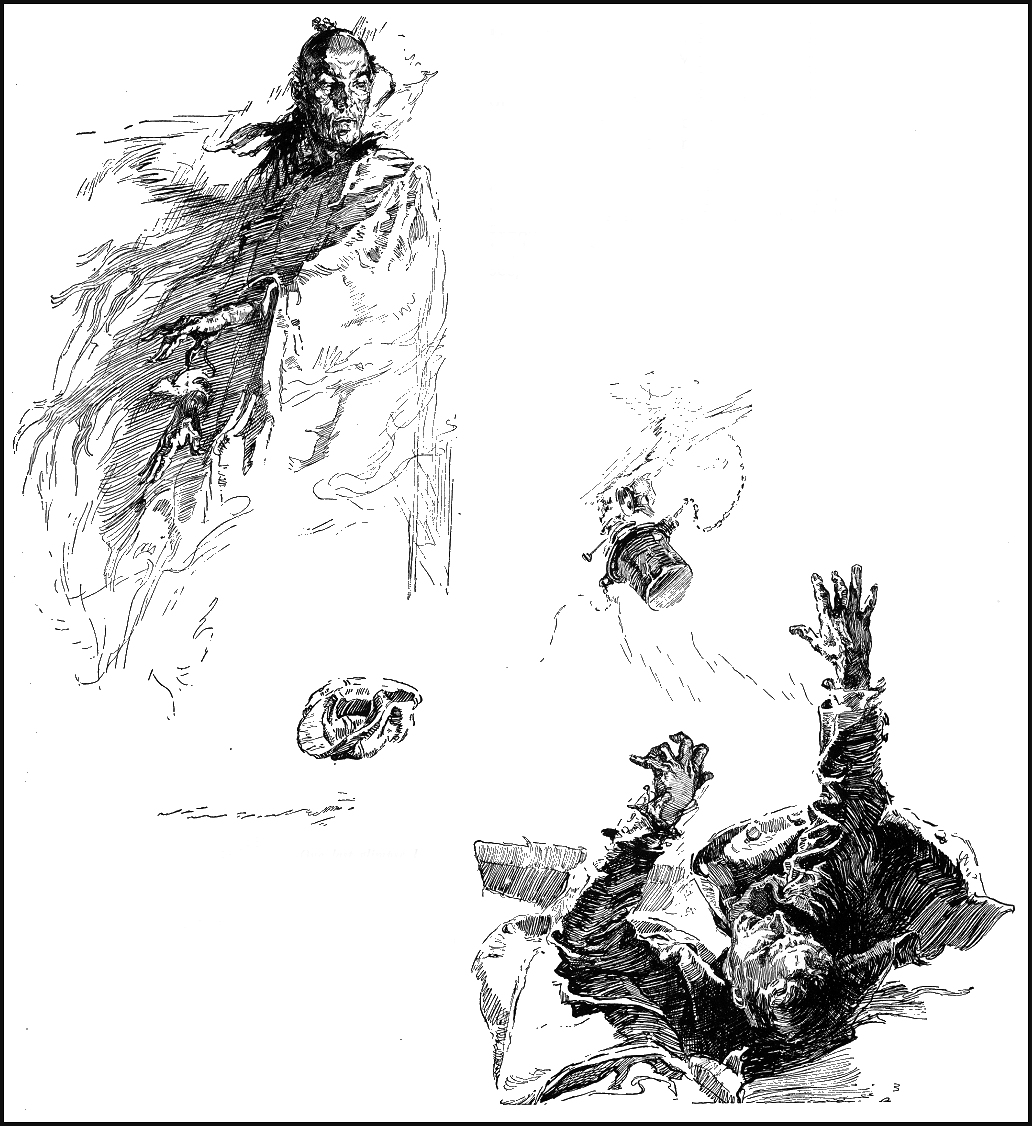
Fu Manchu, illustration de Joseph Clement Coll.

Le personnage de Fu Manchu a été inventé en 1912 par le romancier britannique Arthur Henry Sarsfield Ward, connu sous son nom de plume Sax Rohmer. Jusqu'à sa mort en 1959, Sax Rohmer écrivit treize romans et quatre nouvelles de la saga Fu Manchu.
Dans le premier roman, Fu Manchu assassine des Britanniques ayant vécu en Birmanie, dépendant de l'empire des Indes. Les romans de Sax Rohmer ne précisaient pas explicitement les origines ethniques de Fu Manchu. Si la plupart de ses victimes étaient chinoises et si ses origines orientales étaient clairement établies, des détails dans la description du personnage — tels que ses yeux censés être verts — laissent supposer que le personnage n'était pas d'origine chinoise (bien qu'il existe des groupes ethniques en Chine pouvant avoir des yeux verts). Ce n'est que lors de ses premières adaptations cinématographiques que le personnage est devenu clairement chinois.
Fu Manchu incarne dans les romans la « cruauté asiatique » fantasmée par les Européens. Il sera notamment aidé par les Thugs indiens.
L'auteur Sax Rohmer prétendra que son personnage est réaliste car il y avait beaucoup de Chinois dans la criminalité dans le quartier de Limehouse, à Londres (Angleterre).

Sax Rohmer lui inventera un alter ego féminin, la japonaise Sumuru.

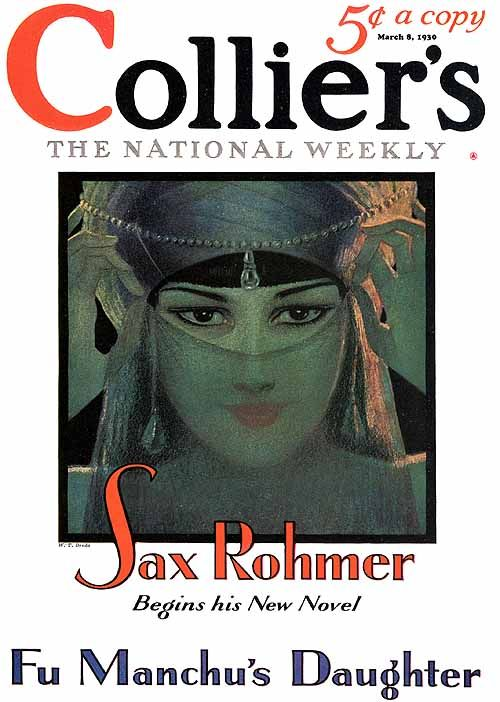
La Fille de Fu-Manchu, publié en feuilleton dans le magazine Collier's. Couverture illustrée par Władysław T. Benda, mars 1930.

## Bande dessinée
- Publié en Comic strip de 1931 à 1933, dessiné par Leo O'Mealia[3] dans un journal distribué par Bell Syndicate aux États-Unis.
- Fu Manchu serait apparu pour la première fois en comics dans Detective Comics numéro 17 en 1937.
- En 1940, le Chicago Tribune a publié une adaptation de Drums of Fu Manchu, au début c'était une roman-photo, mais plus tard elle a été illustrée par un artiste non identifié[4].
- En 1943, le serial Drums of Fu Manchu a été adapté en bande dessinée  par l'espagnol José Grau Hernández en 1943[5].
- Un épisode isolé est sorti en 1951 chez Avon Publications par Wally Wood: The Mask of Dr. Fu Manchu.
- Publié en Comic strip dans le journal Le Parisien libéré de 1962 à 1973, par Juliette Benzoni (scénario) et Robert Bressy (dessins)[6],[7].
- Dans les années 1970, Fu Manchu est également apparu dans la série de bande dessinée de Marvel Comics The Hands of Shang-Chi, Master of Kung-Fu. Dans cette bande dessinée, Shang-Chi est son fils[3],[8]. Cependant, Marvel a annulé le livre en 1983 et des problèmes de licence du personnage et des concepts des romans (tels que sa fille Fah Lo Suee et ses adversaires Sir Denis Nayland Smith et le Dr Petrie) ont entravé la capacité de Marvel à collecter à la fois la série dans le commerce de poche. formater et faire référence au Dr. Fu Manchu en tant que père de Shang-Chi. En tant que tel, le personnage n'est jamais mentionné par son nom ou par un pseudonyme (tel que "M. Han")[9]. Dans Secret Avengers nº 6–10, l'écrivain Ed Brubaker a officiellement contourné la question entière via un scénario où le Conseil des ombres ressuscite une version zombifiée du Dr Fu Manchu, pour découvrir que "Dr Fu Manchu" n'était qu'un alias; que le père de Shang-Chi était vraiment Zheng Zu, un ancien sorcier chinois qui a découvert le secret de l'immortalité[10].
- Il fait également une apparition dans la Ligue des gentlemen extraordinaires d'Alan Moore, où il n'est pas nommé explicitement (pour des raisons de droits d'auteur) mais on y fait référence par l'expression « Le Docteur »[11].

## Filmographie

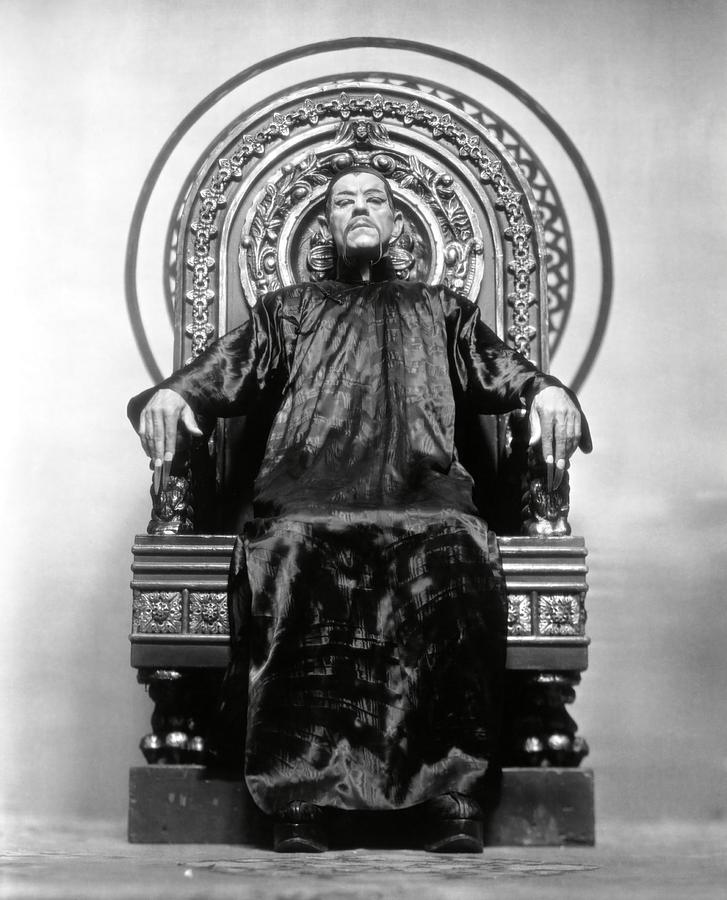
Boris Karloff interprétant Fu Manchu dans Le Masque d'or, 1932.

Fu Manchu a été mis en scène dans de nombreux films et serials à partir des années 1920.

### Cinéma
- 1923 : The Mystery of Dr. Fu Manchu, sérial en 15 épisodes de 2 bobines, de A.E. Coleby, Origine  Royaume-Uni
- 1924 : Further mysteries of Dr. Fu Manchu, sérial de Fred Paul, origine  Royaume-Uni
- 1929 : The Mysterious Dr. Fu Manchu
- 1930 : The Return of Dr. Fu Manchu
- 1931 : Daughter of the Dragon, de Lloyd Corrigan
- 1932 : Le Masque d'or (The Mask of Fu Manchu), de Charles Brabin
- 1940 : Drums of Fu Manchu (en), de John English et William Witney
- 1943 : Drums of Fu Manchu: The Feature Version
- 1965 : Le Masque de Fu-Manchu (The Face of Fu Manchu), de Don Sharp
- 1966 : Les 13 fiancées de Fu Manchu (The Brides of Fu Manchu), de Don Sharp
- 1967 : La Vengeance de Fu Manchu (The Vengeance of Fu Manchu), de Jeremy Summers
- 1968 : Le Sang de Fu Manchu (The Blood of Fu Manchu), de Jesús Franco
- 1969 : Le Château de Fu Manchu (The Castle of Fu Manchu), de Jesús Franco
- 1980 : Le Complot diabolique du docteur Fu Manchu (The Fiendish Plot of Dr. Fu Manchu), de Piers Haggard

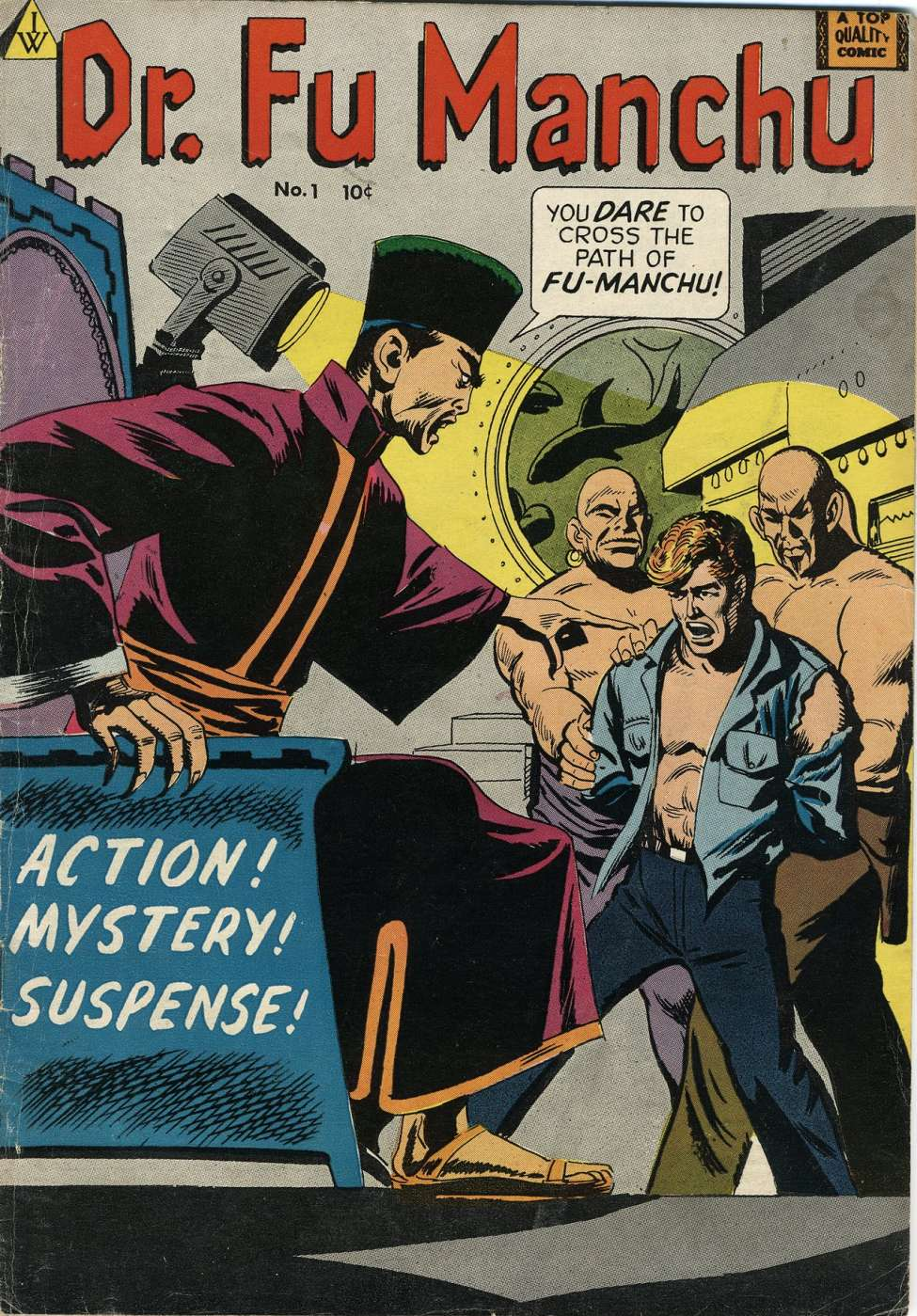
Couverture de Dr. Fu Manchu, 1958, I. W. Publications para Carl Burgos, le magazine présentait la republication de The Mask de Dr. Fu Manchu de Avon Comics, 1951.

## Dans les art et la culture populaire

### Cinéma
- Tony Leung Chiu-wai incarne Xu Wenwu, un personnage composite de Fu Manchu et du Mandarin, dans le film  Shang-Chi et la Légende des Dix Anneaux de l'Univers cinématographique Marvel[12],[13]. Xialing, la fille de Wenwu et la sœur de Shang-Chi, est partiellement inspirée de Fah Lo Suee[14],[15].

### Littérature
- En 2017, le roman L'empire électrique de Victor Fleury l'introduit comme personnage secondaire.

#### Bande dessinée
- En 1958, le roman de James Bond Docteur No de Ian Fleming fait référence à Fu Manchu.
- Le Mandarin, ennemi de Iron Man, publié par Marvel et Yellow Claw de Atlas Comics créé en 1956 par Al Feldstein & Joe Maneely sont inspirés de ce personnage.
- L'Ombre Jaune dans les romans Bob Morane de Henri Vernes.
- Une parodie / clin d'œil par Didier Savard : « Le fantôme du Mandchou fou » , en 1986
- Il est également parodié dans Raoul Fulgurex  de Tronchet et Gelli.

### Musique
- Le chanteur reggae Desmond Dekker en 1968 chante Fu Man Chu reprise en 2013 par The Lee Thompson Ska Orchestra & Bitty McLean
- Fu Man Chu, chanson de Robert Charlebois parue en 1972 sur l'album Charlebois.
- Fu Manchu, nom d'un groupe de rock.
- Dans la chanson The Village Green Preservation Society de l'album The Kinks Are the Village Green Preservation Society du groupe The Kinks.
- Dans l'album du groupe The Fugees Blunted on Reality.
- Une des chansons du premier album de Frank Black de 1993.
- Dans l'album du groupe The Wildhearts en 2007.
- Protagoniste de la chanson Dieudonné Rastapopoulos des Cowboys Fringants.
- Il est cité dans la chanson The Moustache on the Stage du groupe La Caravane Passe.
- Il est également cité dans Booty Swing de Parov Stelar
- Une scène avec Fu Manchu figure dans la vidéo de Hold On Tight d'Electric Light Orchestra en 1981.

## Influence: le thème du «péril jaune»
La communauté asiatique (comme les Mandchous, « Manchu » en anglais) avait dénoncé le caractère stéréotypé du Docteur Fu Manchu. L'histoire de Fu Manchu contribue aussi à renforcer l'idée du « péril jaune ». Le thème du savant génial et maléfique, d'origine asiatique, a été abondamment repris dans la littérature populaire. On le retrouve à travers le personnage de Ming dans la bande dessinée Flash Gordon. L'Ombre Jaune, qui apparaît souvent dans la série des aventures du héros Bob Morane, semble directement inspiré de Fu Manchu, dont l'influence transparaît aussi dans la personnalité du Docteur No, l'un des adversaires de James Bond. Le Mandarin ennemi de Iron Man est également fortement inspiré du docteur Fu Manchu.